# Oma Desala
Oma Desala es un personaje de Stargate, miembro ascendido de la raza de los Antiguos que en contra del resto de seres ascendidos y de la primera norma de estos, no ayudar a ascender a seres inferiores, cree que se les debe ayudar ascender.

## Historia
Oma fue la protectora de Shifu, el hijo de Apophis y Amonet. Estuvo cuidándolo en Kheb hasta que naves Ha'tak llenas de Jaffas llegaron al planeta buscando al pequeño, tras lo cual abandonó dicho planeta.
También ayudó a ascender a Daniel Jackson cuando recibió una dosis mortal de radiación al desconectar un dispositivo de Naquadriah que se descontroló mientras realizaban un experimento científico en el planeta Kelowna (posteriormente renombrado Langara por sus habitantes).
La segunda vez que ayuda a Daniel Jackson a ascender es cuando muere tras haber sido asesinado por la Replicante Carter para impedir que la controlara. Daniel encuentra a Oma en un plano intermedio de la ascensión y también a Anubis, aunque al principio lo desconoce. Entonces se descubre que Oma ayudó en un principio a ascender a Anubis desconociendo quien era este en realidad, pero no pudo hacerle regresar. Como castigo por infringir la norma de no ayudar a ascender a los seres inferiores, los demás antiguos permitieron a Anubis seguir existiendo siempre que no use explícitamente sus poderes de ser ascendido. Al final Oma decide combatir a Anubis, aunque ninguno de los dos pueda ganar, para impedir que este nunca más pueda hacer daño a nadie.
- Datos: Q1097524